# Zing
Zing est une zone de gouvernement local de l'État de Taraba au Nigeria,.